# Brushy (Oklahoma)
Brushy es un lugar designado por el censo ubicado en el condado de Sequoyah en el estado estadounidense de Oklahoma. En el año 2010 tenía una población de 	900 habitantes y una densidad poblacional de 13,29 personas por km².

## Geografía
Brushy se encuentra ubicado en las coordenadas 35°33′44″N 94°43′49″O / 35.56222, -94.73028 (35.562267, -94.730336). Según la Oficina del Censo de los Estados Unidos, Brushy tiene una superficie total de 26,125 mi² (67,7 km²), de la cual 26,018 mi² (67,4 km²) corresponden a tierra firme y 0,107 mi² (0,3 km²) es agua.

## Demografía
Según la Oficina del Censo en 2000 los ingresos medios por hogar en la localidad eran de $26,853 y los ingresos medios por familia eran $31,563. Los hombres tenían unos ingresos medios de $25,227 frente a los $18,125 para las mujeres. La renta per cápita para la localidad era de $12,230. Alrededor del 20.1% de la población estaban por debajo del umbral de pobreza.